# Florián Novák
Florián Novák (4. května 1821 Prostějov – 29. dubna 1876 Brno) byl rakouský politik české národnosti z Moravy; poslanec Moravského zemského sněmu a první český starosta Prostějova.

## Biografie
Původní profesí byl rytmistr auditor. Kvůli nemoci odešel předčasně do penze. Od roku 1867 do roku 1870 zastával úřad starosty Prostějova coby první český starosta tohoto města. Do funkce se dostal po nečekaném vítězství české strany v obecních volbách. Podporoval rozvoj českého spolkového a veřejného života v Prostějově. V starostenském úřadu skončil roku 1870, kdy rezignoval. Po něm složili své mandáty i čeští zastupitelé. Vítězství české strany ve volbách roku 1867 a následné ovládnutí prostějovské radnice bylo dílem souhry okolností, zejména jednoty českého tábora a naopak nejednotnosti německé strany. Němci navíc učinili některé chyby v sestavování voličských seznamů. Češi zvítězili v II. a III. obecním sboru a celkem obsadili 19 z 30 mandátů v obecním výboru. Prostějov spolu s Třebíčí patřil mezi nejvýznamnější města, která roku 1867 přešla do české správy. Ovšem česká radnice čelila silné opozici a Novákův konec ve funkci je přičítán i skutečnosti, že kvůli četným aktivitám v českých spolcích se plně nesoustředil na správu města a na zvládání opozice z řad Němců i Čechů. Problémem bylo i to, že úřednický aparát radnice zůstával převážně německy orientovaný. Česká většina na radnici byla navíc jen nevýrazná a německá strana setrvale blokovala usnesení obecního výboru a nutila tím starostu k rezignaci. Členové německé opozice měli vysokou účast při zasedáních samosprávy, zatímco někteří Češi se nechali podplatit a na jednání zastupitelstva docházeli jen nepravidelně. Z funkce musel odejít i český policejní radní pro neznalost předpisů obecního výboru. Poté, co byl roku 1870 rozpuštěn obecní výbor a došlo k vypsání nových voleb, převládli v Prostějově opět Němci, kteří ovládali radnici v tomto městě až do roku 1892. Nováka nahradil ve funkci starosty Jan Zajíček, muž českého původu, ale hlásící se k německé národnosti.
V 60. letech se Novák zapojil i do vysoké politiky. V zemských volbách v lednu 1867 byl zvolen na Moravský zemský sněm, za kurii městskou, obvod Prostějov. Zvítězil poměrem 283 : 217 hlasů nad Janem Zajíčkem. V následných zemských volbách v březnu 1867 zde ovšem již byl zvolen jeho prostějovský konkurent Jan Zajíček. Na sněm se Novák ještě krátce vrátil v zemských volbách v září 1871. V krátce poté konaných zemských volbách v prosinci 1871 ho na sněmu opět nahradil Jan Zajíček. Poslanecký slib skládal v únoru 1867 v češtině. Uvádí se jako stoupenec české strany (Moravská národní strana, staročeská).
Zemřel roku 1876 v ústraní, po nervovém zhroucení, v brněnské zemské léčebně pro choromyslné. Jeho bratrem byl prostějovský kněz a komunální politik Josef Novák.